# Panyagor
Panyagor (Panyagoor) ist eine Stadt und Hauptort des Twic North County im Bundesstaat Jonglei im Südsudan. Panyagor liegt ca. 110 km nördlich von Bor, dem Hauptort des Bundesstaates und sieben Kilometer westlich des Jonglei Canal.

## Geographie
Der Ort liegt auf einer Höhe von ca. 415 m in ebenem Gelände. Westlich des Ortes verläuft der Pibor Highway. Im Ort gibt es die katholische Organisation Catholic Relief Services, Mabior und die anglikanische Lendepel Mission Anglican Cathedral. Außerdem gibt es ein Flugfeld (Mabior).

## Geschichte
Man sagt, dass Panyagor früher ein „wut“ (Rinder-Camp) der Ayual-Gemeinschaft gewesen sei. Später übernahmen die Kongor nach der Beerdigung des Häuptlings Aguir Deng dort die Siedlung.
Joseph Oduho, ein Gründungsmitglied des Sudan People’s Liberation Movement (SPLM), wurde in Payagor am 27. März 1993 getötet. Er war dorthin gereist,8 um den Aufbau einer neuen Koalition nach dem gewaltsamen Zerbrechen der Sudan People’s Liberation Army (SPLA) in rivalisierende Fraktionen zu besprechen.

### Südsudan
Bis zur Teilung des damaligen Twic East County 2016 war Panyagor auch dessen Hauptort. Seither ist der Distrikt aufgeteilt in Twic North County, Twic Center County und Twic South County.

### Flugunglück eines Frachtflugzeugs 2014
Ein Frachtflugzeug des Norwegian Church Aid mit Material für ein Water, Sanitation and Hygiene-Projekt (WASH) des Lutherischen Weltbundes in Jonglei zerschellte in Panyagor am 14. November 2014.

### Flusspferd-Invasion 2013
Während der Überflutungen 2013, durch welche zahlreiche Menschen obdachlos wurden, kam es zu Nilpferdstampeden, als die Tiere auf der Suche nach Weidegründen in den Ort kamen. Die Nilpferde zertrampelten und zerstörten Deiche im County und jagten Menschen, die „in höher gelegene Gebiete flohen, weil sie Angs hatten, dass sie von den Hippos gefressen werden könnten“.